# Découpage (arte)

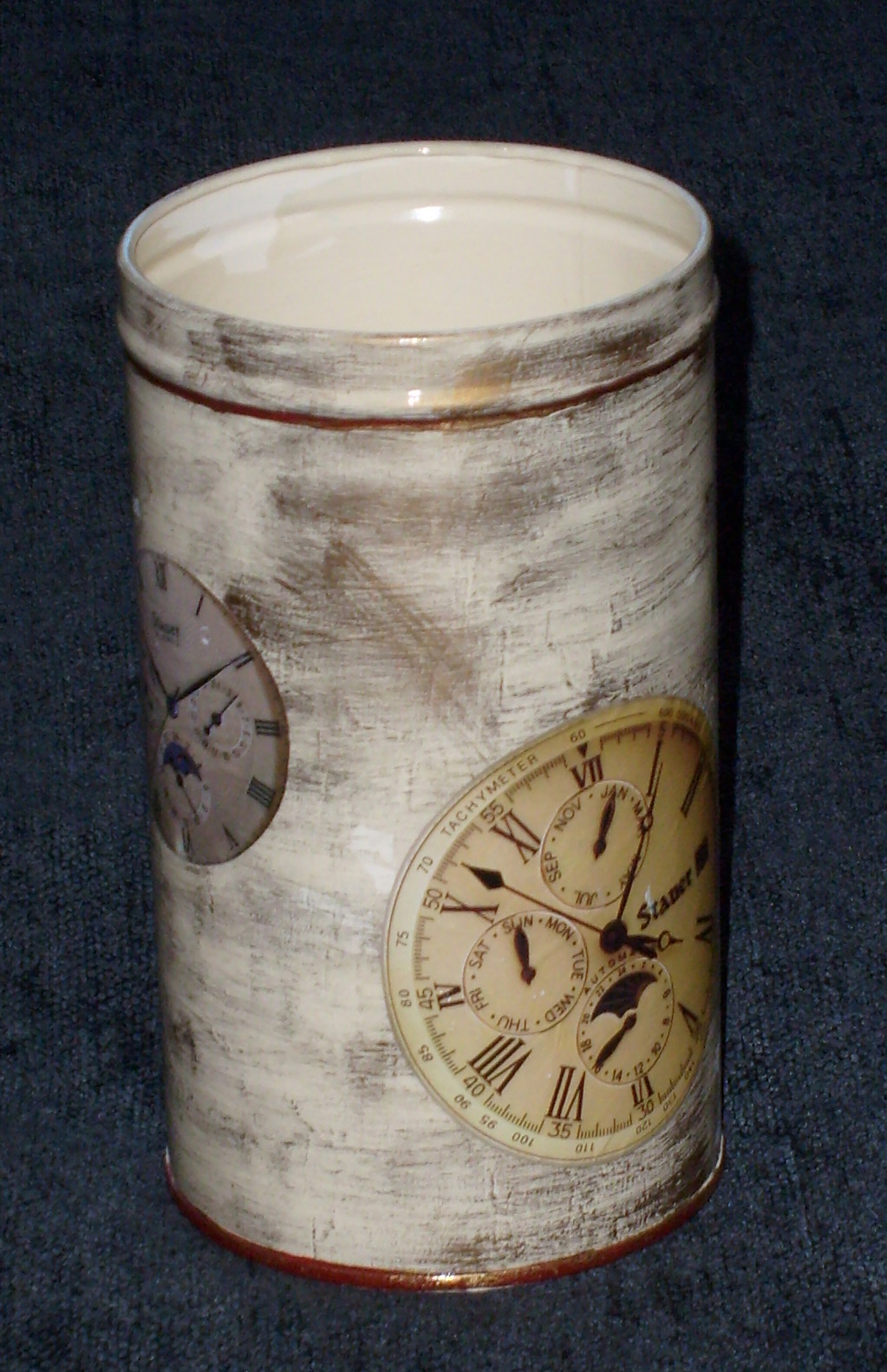
Una latta decorata

Il découpage è una tecnica decorativa, il cui nome deriva dal francese découper, ovvero ritagliare.
Nota in Italia come lacca povera o arte povera, era stata introdotta nel XVIII secolo dai mobilieri veneziani per abbreviare i tempi di realizzazione di mobili laccati a cineseria o con scene galanti di gusto tipico del '700 incollando stampine ritagliate e dipinte; grande produttrice nel settore delle carte era la stamperia Remondini di Bassano del Grappa. Tecnica semplice che non richiede particolari doti artistiche è ancora molto diffusa, spesso praticata da dilettanti come hobby. La varietà di carte, colle, pennelli, oggetti e scrap-art è oggetto di riviste, fiere specializzate e ditte professionali.

## Storia
Troviamo le prime tracce di questa tecnica in Europa già dal Medioevo, quando i monaci amanuensi arricchivano in questo modo i loro manoscritti. 
La storia del moderno découpage ha però inizio con la passione che le corti europee dimostrarono verso una particolare tecnica, giunta dalla Cina già nel '500 e che si affermò in Europa soprattutto alla fine del Seicento: la laccatura. Questa consisteva in un procedimento molto lungo ed elaborato che rendeva mobili e oggetti decorati sotto decine e decine di strati di lacca lucidissima.
Il costo degli oggetti laccati cinesi era talmente alto e la produzione così insufficiente rispetto alla richiesta che abili mobilieri veneziani pensarono di proporre sul mercato un prodotto di imitazione, che consisteva nel ritagliare stampe orientali, incollarle e proteggerle sotto strati di finitura di sandracca (una resina di origine naturale), fino ad ottenere un oggetto simile all'originale: nasceva così la cosiddetta arte povera veneziana (lacca dei poveri), che col tempo si sarebbe arricchita di oggetti di un maggiore gusto cromatico e compositivo.
Presto la tecnica si diffuse in Francia poi in Inghilterra, e il culmine della notorietà si ebbe nel XVII secolo quando nelle case degli aristocratici inglesi fecero furore le Print Room (stampe raffiguranti città europee, che venivano incollate direttamente al muro e impreziosite da decori e cornici di contorno). Lo stile del découpage cambiò completamente in epoca vittoriana: la moda del tempo prevedeva una stampa centrale circondata da fiori, scene campestri, immagini di bambini ecc., sovrapposti tra di loro in maniera non formale. 
Dopo quasi un secolo, il découpage è ritornato di moda tra gli anni Novanta e i primi anni Duemila, grazie al fiorire di riviste e trasmissioni dedicate al fai da te.

## Tecniche
La tecnica del découpage è quella di ritagliare illustrazioni o strisce di carta senza alcuna finitura e incollarle come decorazione.
Il découpage in questi ultimi anni ha visto "aggregarsi" svariate tecniche. Queste si sono sovrapposte alla tecnica del découper e hanno reso ancora più complesse le realizzazioni dei numerosi artisti. Inizialmente il découpage si applicava sui mobili: oggi è impiegato per la decorazione di svariati oggetti, di diversi materiali, come legno, tessuto, vetro e metallo.
Le tecniche più diffuse sono: pittorico, craquelé, trompe l'œil, stencil, découpage base con carta, découpage con pennelli o pastelli, con fiori pressati, découpage con e su tessuto. Si può applicare su tutti i tipi di superficie quali legno, pietra, vetro, plastica, cera, metallo, e le imitazioni di materiali. È diffusa anche la decorazione delle tele e delle tegole.

### Prodotti
- Colle
- Carta, che può avere diversi tipi di spessore, può essere un disegno a mano, fotocopia o un ritaglio di giornale. Inoltre può anche essere carta normale, carta di riso per campiture o sfondi, carta voile, tovagliolo di carta, che semplifica l'operazione di incollaggio: rimossi gli strati bianchi inferiori, è sufficiente appoggiarlo sulla superficie da decorare e spennellarlo con la colla, che viene assorbita dalle fibre del tovagliolo
- Pennelli, usati per rifiniture, ma anche per la semplice stesura di colori e collanti o vernici: a coda di balena, a goccia, pennello per rifinitura, per ritocchi, a fontana, a ventaglio
- Foglia oro, argento e bronzo
- Medium per le screpolature, anche dette craquelé, che possono essere a mono-componente o bi-componente
- Colori acrilici

Fino a qualche anno fa il découpage era considerata una fra le tecniche di più lenta realizzazione, in quanto gli unici prodotti utilizzabili per la verniciatura, l'invecchiamento o per alcuni effetti particolari erano a base oleosa e richiedevano, oltre all'uso di solventi tossici, anche ore o giorni di essiccazione. Oggi nuovi prodotti hanno velocizzato e semplificato questi procedimenti.
Una volta ritagliate le decorazioni prescelte e stabilita la composizione finale, si incollano sull'oggetto prescelto con colla vinilica. Successive verniciature e carteggiature renderanno la superficie uniforme. Come finiture si possono usare vernici lucide, opache o satinate o simulanti il craquelé (composto di due vernici che, sovrapposte, creano screpolature più o meno ampie, da evidenziare con bitume o polvere d'oro).
Particolari effetti Trompe-l'œil si hanno con la tecnica pittorica, che migliora colori e ombre.